# The Muppets Take Manhattan
The Muppets Take Manhattan (Los Muppets toman Nueva York en Hispanoamérica, Los Muppets invaden Manhattan en Perú, Los Muppets conquistan Manhattan en Argentina, y Los Teleñecos conquistan Manhattan en España) es una película de 1984 dirigida por Frank Oz. Fue estrenada el 13 de julio de 1984.

## Sinopsis
Kermit la rana  y sus amigos van a Nueva York para hacer su musical de Broadway sólo para encontrar que es más difícil de lo que anticiparon.

## Elenco
- Louis Zorich - Pete
- Juliana Donald - Jenny
- Lonny Price - Ronnie Crawford
- Gates McFadden - Nance
- Gary Tacon - Ladrón en Central Park
- Joe Jamrog - Policía en Central Park
- Cyril Jenkins - Ministro

### Apariciones como invitados
- Frances Bergen
- Art Carney - Bernard Crawford
- Dabney Coleman - Murray Plotsky/Martin Price
- James Coco - Mr. Skeffington
- Elliott Gould
- Gregory Hines - Patinador
- Mayor Edward I. Koch - él mismo
- John Landis - Leonard Winesop
- Linda Lavin - Doctor de Kermit
- Liza Minnelli - Ella misma
- Joan Rivers - Eileen
- Vincent Sardi, Jr. - él mismo
- Brooke Shields -

## Banda sonora
1. Together Again (Kermit and Friends)
2. You Can't Take No For An Answer (Dr. Teeth)
3. Saying Goodbye (Everyone)
4. Something's Cooking (Rizzo and the Rats)
5. Together Again (Carriage Ride)
6. I'm Gonna Always Love You (The Muppet Babies)
7. Right Where We Belong (Everyone)
8. William Tell Overture (The Chickens)
9. Somebody's Getting Married (Everyone)
10. Waiting for the Wedding (Everyone)
11. She'll Make Me Happy (Miss Piggy and Kermit)
12. The Ceremony (Everyone)
13. Closing Medley: Overture/Saying Goodbye/Together Again (Everyone)